# Rubumba (vattendrag i Burundi, Gitega)
Rubumba är ett vattendrag i Burundi.   Det ligger i provinsen Gitega, i den centrala delen av landet, 80 kilometer öster om huvudstaden Bujumbura.
I omgivningarna runt Rubumba växer huvudsakligen savannskog. Runt Rubumba är det tätbefolkat, med 276 invånare per kvadratkilometer.